# فرانک تستا
فرانک تستا (انگلیسی: Frank Testa; ۷ اکتبر ۱۹۰۳ – ۱۲ نوامبر ۲۰۰۰) دوچرخه‌سوار اهل ایالات متحده آمریکا بود. وی در بازی‌های المپیک تابستانی ۱۹۳۲ شرکت کرده است.